# Balthasar von der Goltz
Balthasar von der Goltz (* 25. April 1610; † 14. Februar 1688) war ein kurbrandenburgischer Obrist, Hofmarschall und Amtshauptmann von Neidenburg und Soldau.
Seine Eltern waren der Freiherr Arnold von der Goltz (* 14. Februar 1570; † 1630) auf Reppow und dessen Frau Elisabeth Dorothea von Elditten (* 12. April 1583; † 8. Mai 1626).
Seit August 1656 war Goltz Generaladjutant im Generalstab des Kurfürsten Friedrich Wilhelm. Im Juni 1658 reiste Goltz im Auftrag des Kurfürsten zum Feldmarschall Raimondo Montecuccoli nach Buck, um ihn über die Bewegungen und Absichten der schwedischen Armee zu informieren. Zugleich verhandelte er mit Montecuccoli über Proviant- und Quartierverhältnisse und erkundigte sich über die Truppenstärke der polnischen Armee. Im Oktober 1659 wurde er nach dem Tod von Georg Heinrich von Wallenrodt Chef eines kurbrandenburgischen Kürassier- und eines Dragonerregiments, die während der Kämpfe zwischen Schweden und Polen zum Einsatz kamen. Da die beiden Regimenter aber mehr Schaden anrichteten als Nutzen brachten, wurden sie bald wieder aufgelöst. Ab 1659 bis zu seinem Tod war er Amtshauptmann von Neidenburg und Soldau. In Ostpreußen erwarb er die Güter Plutwinnen, Heinrichau, Leißienen und Sortlack (bei Friedland). Seit ungefähr 1680 war Goltz Pächter der Eisenwerke Kutzburg, Malga und Waldpusch im Kreis Neidenburg. Nach seinem Tod führte seine Witwe die Geschäfte der Eisenwerke fort.

## Familie
Er war mit Anna Katharina von Rauschke (* nach 1630; † 18. März 1699), Tochter des Hofgerichtspräsidenten Georg von Rauschke (* 12. Oktober 1598 in Kirschnenen; † 13. Oktober 1663 in Königsberg) und der Anna Maria Reichsgräfin Truchsess von Wetzhausen (* 24. Februar 1614; † 6. Juli 1644 in Königsberg), verheiratet. Das Paar hatte fünf Söhne und einige Töchter, darunter:
- Louise Marie (1658–1700)

⚭ 1675 Albrecht von Krasinski
⚭ 1689 Wladislaw Jozefat Sapieha
- Elisabeth Dorothea (* 4. März 1665; † 3. November 1700) ⚭ Heinrich von der Goltz (1648–1725)
- Anna Catharina (* 7. November 1670; † 4. November 1729)

⚭ 1688 Fabian von Brandt (1657–1725)
⚭ 1690 Gerhard Ludwig von der Goltz († 1718)
- Friedrich Wilhelm (* 15. Juli 1672; † 25. August 1710) Hauptmann ⚭ Christine Philippine von der Groeben (* 14. August 1680; † 20. März 1718)
- Georg Wilhelm (1679–1723) Erbherr auf Plutwinnen und Heinrichau ⚭ Esther von Flanss († 20. Juni 1693)
- Heinrich Ludwig (* 1678; † 9. Juni 1742)

⚭ 1715 Anna Eleonore von Königsegg († 1736) (Eltern von Wilhelm Heinrich von der Goltz)
⚭ 1736 Helene Catharina von Rippen